# Entomacrodus vomerinus
Entomacrodus vomerinus és una espècie de peix de la família dels blènnids i de l'ordre dels perciformes.

## Morfologia
- Els mascles poden assolir 7,9 cm de longitud total.[4][5]

## Reproducció
És ovípar.

## Hàbitat
És un peix marí de clima subtropical.

## Distribució geogràfica
Es troba a l'Atlàntic sud-occidental: Brasil (incloent-hi Fernando de Noronha).